# Eucalyptus dissimulata
Eucalyptus dissimulata är en myrtenväxtart som beskrevs av Murray Ian Hill Brooker. Eucalyptus dissimulata ingår i släktet Eucalyptus och familjen myrtenväxter. Inga underarter finns listade i Catalogue of Life.